# Прімера Дивізіон (Чилі)
Пріме́ра Дивізіо́н (ісп. Primera División) — найвища ліга чемпіонату Чилі з футболу, в якій визначається чемпіон країни та учасники міжнародних клубних змагань.
З початку заснування в 1933 році турнір неодноразово змінював свій формат і кількість учасників. В 1997 році, а також з 2000 по 2017 роки включно (за винятком сезону 2010 року) проводилися по два національних чемпіонати, що в  Латиноамериканських країнах відомі як Апертура і Клаусура. В Чилі ці турніри є самостійними і переможці кожного з них вважаються чемпіоном країни. В 2010 також планувалися два чемпіонати, але через руйнівний землетрус в тому році був проведений лише один чемпіонат. До 2013 року Апертура і Клаусура проводилися в межах календарного року, а з 2013 по 2017 вони змістилися на календар "осінь"/"весна". У зв'язку з цією зміною в 2013 був проведений перехідний чемпіонат.
З 2018 сезону чемпіонат перейшов на єдиний турнір в календарному році з 16-а учасниками. Через цю зміну в другій половині 2017 також був проведений перехідний чемпіонат після турніру Клаусури 2017 на початку року.

## Чемпіони та призери
| Сезон     | Сезон    | Чемпіон              | Кількість титулів | Віце-чемпіон               |
| --------- | -------- | -------------------- | ----------------- | -------------------------- |
| 1933      | 1933     | Магальянес           | 1                 | Коло-Коло                  |
| 1934      | 1934     | Магальянес           | 2                 | Аудакс Італьяно            |
| 1935      | 1935     | Магальянес           | 3                 | Аудакс Італьяно            |
| 1936      | 1936     | Аудакс Італьяно      | 1                 | Магальянес                 |
| 1937      | 1937     | Коло-Коло            | 1                 | Магальянес                 |
| 1938      | 1938     | Магальянес           | 4                 | Аудакс Італьяно            |
| 1939      | 1939     | Коло-Коло            | 2                 | Сантьяго Морнінг           |
| 1940      | 1940     | Універсідад де Чилі  | 1                 | Аудакс Італьяно            |
| 1941      | 1941     | Коло-Коло            | 3                 | Сантьяго Морнінг           |
| 1942      | 1942     | Сантьяго Морнінг     | 1                 | Магальянес                 |
| 1943      | 1943     | Уніон Еспаньйола     | 1                 | Коло-Коло                  |
| 1944      | 1944     | Коло-Коло            | 4                 | Аудакс Італьяно            |
| 1945      | 1945     | Грін Крос            | 1                 | Уніон Еспаньйола           |
| 1946      | 1946     | Аудакс Італьяно      | 2                 | Магальянес                 |
| 1947      | 1947     | Коло-Коло            | 5                 | Аудакс Італьяно            |
| 1948      | 1948     | Аудакс Італьяно      | 3                 | Уніон Еспаньйола           |
| 1949      | 1949     | Універсідад Католіка | 1                 | Сантьяго Вондерерз         |
| 1950      | 1950     | Евертон              | 1                 | Уніон Еспаньйола           |
| 1951      | 1951     | Уніон Еспаньйола     | 2                 | Аудакс Італьяно            |
| 1952      | 1952     | Евертон              | 2                 | Коло-Коло                  |
| 1953      | 1953     | Коло-Коло            | 6                 | Палестіно                  |
| 1954      | 1954     | Універсідад Католіка | 2                 | Коло-Коло                  |
| 1955      | 1955     | Палестіно            | 1                 | Коло-Коло                  |
| 1956      | 1956     | Коло-Коло            | 7                 | Сантьяго Вондерерз         |
| 1957      | 1957     | Аудакс Італьяно      | 4                 | Універсідад де Чилі        |
| 1958      | 1958     | Сантьяго Вондерерз   | 1                 | Коло-Коло                  |
| 1959      | 1959     | Універсідад де Чилі  | 2                 | Коло-Коло                  |
| 1960      | 1960     | Коло-Коло            | 8                 | Сантьяго Вондерерз         |
| 1961      | 1961     | Універсідад Католіка | 3                 | Універсідад де Чилі        |
| 1962      | 1962     | Універсідад де Чилі  | 3                 | Універсідад Католіка       |
| 1963      | 1963     | Коло-Коло            | 9                 | Універсідад де Чилі        |
| 1964      | 1964     | Універсідад де Чилі  | 4                 | Універсідад Католіка       |
| 1965      | 1965     | Універсідад де Чилі  | 5                 | Універсідад Католіка       |
| 1966      | 1966     | Універсідад Католіка | 4                 | Коло-Коло                  |
| 1967      | 1967     | Універсідад де Чилі  | 6                 | Універсідад Католіка       |
| 1968      | 1968     | Сантьяго Вондерерз   | 2                 | Універсідад Католіка       |
| 1969      | 1969     | Універсідад де Чилі  | 7                 | Рейнджерс                  |
| 1970      | 1970     | Коло-Коло            | 10                | Уніон Еспаньйола           |
| 1971      | 1971     | Уніон Сан-Феліпе     | 1                 | Універсідад де Чилі        |
| 1972      | 1972     | Коло-Коло            | 11                | Уніон Еспаньйола           |
| 1973      | 1973     | Уніон Еспаньйола     | 3                 | Коло-Коло                  |
| 1974      | 1974     | Уачипато             | 1                 | Палестіно                  |
| 1975      | 1975     | Уніон Еспаньйола     | 4                 | Депортес Консепсьйон       |
| 1976      | 1976     | Евертон              | 3                 | Уніон Еспаньйола           |
| 1977      | 1977     | Уніон Еспаньйола     | 5                 | Евертон                    |
| 1978      | 1978     | Палестіно            | 2                 | Кобрелоа                   |
| 1979      | 1979     | Коло-Коло            | 12                | Кобрелоа                   |
| 1980      | 1980     | Кобрелоа             | 1                 | Універсідад де Чилі        |
| 1981      | 1981     | Коло-Коло            | 13                | Кобрелоа                   |
| 1982      | 1982     | Кобрелоа             | 2                 | Коло-Коло                  |
| 1983      | 1983     | Коло-Коло            | 14                | Кобрелоа                   |
| 1984      | 1984     | Універсідад Католіка | 5                 | Кобресаль                  |
| 1985      | 1985     | Кобрелоа             | 3                 | Евертон                    |
| 1986      | 1986     | Коло-Коло            | 15                | Палестіно                  |
| 1987      | 1987     | Універсідад Католіка | 6                 | Коло-Коло                  |
| 1988      | 1988     | Кобрелоа             | 4                 | Кобресаль                  |
| 1989      | 1989     | Коло-Коло            | 16                | Універсідад Католіка       |
| 1990      | 1990     | Коло-Коло            | 17                | Універсідад Католіка       |
| 1991      | 1991     | Коло-Коло            | 18                | Кокімбо Унідо              |
| 1992      | 1992     | Кобрелоа             | 5                 | Коло-Коло                  |
| 1993      | 1993     | Коло-Коло            | 19                | Кобрелоа                   |
| 1994      | 1994     | Універсідад де Чилі  | 8                 | Універсідад Католіка       |
| 1995      | 1995     | Універсідад де Чилі  | 9                 | Універсідад Католіка       |
| 1996      | 1996     | Коло-Коло            | 20                | Універсідад Католіка       |
| 1997      | Апертура | Універсідад Католіка | 7                 | Коло-Коло                  |
| 1997      | Клаусура | Коло-Коло            | 21                | Універсідад Католіка       |
| 1998      | 1998     | Коло-Коло            | 22                | Універсідад де Чилі        |
| 1999      | 1999     | Універсідад де Чилі  | 10                | Універсідад Католіка       |
| 2000      | 2000     | Універсідад де Чилі  | 11                | Кобрелоа                   |
| 2001      | 2001     | Сантьяго Вондерерз   | 3                 | Універсідад Католіка       |
| 2002      | Апертура | Універсідад Католіка | 8                 | Рейнджерс                  |
| 2002      | Клаусура | Коло-Коло            | 23                | Універсідад Католіка       |
| 2003      | Апертура | Кобрелоа             | 6                 | Коло-Коло                  |
| 2003      | Клаусура | Кобрелоа             | 7                 | Коло-Коло                  |
| 2004      | Апертура | Універсідад де Чилі  | 12                | Кобрелоа                   |
| 2004      | Клаусура | Кобрелоа             | 8                 | Уніон Еспаньйола           |
| 2005      | Апертура | Уніон Еспаньйола     | 6                 | Кокімбо Унідо              |
| 2005      | Клаусура | Універсідад Католіка | 9                 | Універсідад де Чилі        |
| 2006      | Апертура | Коло-Коло            | 24                | Універсідад де Чилі        |
| 2006      | Клаусура | Коло-Коло            | 25                | Аудакс Італьяно            |
| 2007      | Апертура | Коло-Коло            | 26                | Універсідад Католіка       |
| 2007      | Клаусура | Коло-Коло            | 27                | Універсідад де Консепсьйон |
| 2008      | Апертура | Евертон              | 4                 | Коло-Коло                  |
| 2008      | Клаусура | Коло-Коло            | 28                | Палестіно                  |
| 2009      | Апертура | Універсідад де Чилі  | 13                | Уніон Еспаньйола           |
| 2009      | Клаусура | Коло-Коло            | 29                | Універсідад Католіка       |
| 2010      | 2010     | Універсідад Католіка | 10                | Коло-Коло                  |
| 2011      | Апертура | Універсідад де Чилі  | 14                | Універсідад Католіка       |
| 2011      | Клаусура | Універсідад де Чилі  | 15                | Кобрелоа                   |
| 2012      | Апертура | Універсідад де Чилі  | 16                | О'Хіггінс                  |
| 2012      | Клаусура | Уачипато             | 2                 | Уніон Еспаньйола           |
| 2013      | 2013     | Уніон Еспаньйола     | 7                 | Універсідад Католіка       |
| 2013-2014 | Апертура | О'Хіггінс            | 1                 | Універсідад Католіка       |
| 2013-2014 | Клаусура | Коло-Коло            | 30                | Універсідад Католіка       |
| 2014-2015 | Апертура | Універсідад де Чилі  | 17                | Сантьяго Вондерерз         |
| 2014-2015 | Клаусура | Кобресаль            | 1                 | Коло-Коло                  |
| 2015-2016 | Апертура | Коло-Коло            | 31                | Універсідад Католіка       |
| 2015-2016 | Клаусура | Універсідад Католіка | 11                | Коло-Коло                  |
| 2016-2017 | Апертура | Універсідад Католіка | 12                | Депортес Ікіке             |
| 2016-2017 | Клаусура | Універсідад де Чилі  | 18                | Коло-Коло                  |
| 2017      | 2017     | Коло-Коло            | 32                | Уніон Еспаньйола           |
| 2018      | 2018     | Універсідад Католіка | 13                | Універсідад де Консепсьйон |
| 2019      | 2019     | Універсідад Католіка | 14                | Коло-Коло                  |
| 2020      | 2020     | Універсідад Католіка | 15                | Уніон Ла-Калера            |
| 2021      | 2021     | Універсідад Католіка | 16                | Коло-Коло                  |
| 2022      | 2022     | Коло-Коло            | 33                | Ньюбленсе                  |
| 2023      | 2023     | Уачипато             | 3                 | Кобресаль                  |
| 2024      | 2024     | Коло-Коло            | 34                | Універсідад де Чилі        |

## Клуби за титулами
Станом на кінець сезону 2024 року.

Літери А і К після років сезону позначають Апертуру і Клаусуру.

| Клуб                 | Титулів | Роки |
| -------------------- | ------- | --- |
| Коло-Коло            | 34      | 1937, 1939, 1941, 1944, 1947, 1953, 1956, 1960, 1963, 1970, 1972, 1979, 1981, 1983, 1986, 1989, 1990, 1991, 1993, 1996, 1997 К, 1998, 2002 К, 2006 А, 2006 К, 2007 А, 2007 К, 2008 К, 2009 К, 2014 К, 2015 А, 2017, 2022, 2024 |
| Універсідад де Чилі  | 18      | 1940, 1959, 1962, 1964, 1965, 1967, 1969, 1994, 1995, 1999, 2000, 2004 А, 2009 А, 2011 К, 2012 А, 2014 А, 2017 К |
| Універсідад Католіка | 16      | 1949, 1954, 1961, 1966, 1984, 1987, 1997 А, 2002 А, 2005 К, 2010, 2016 К, 2016 А, 2018, 2019, 2020, 2021 |
| Кобрелоа             | 8       | 1980, 1982, 1985, 1988, 1992, 2003 А, 2003 К, 2004 К |
| Уніон Еспаньйола     | 7       | 1943, 1951, 1973, 1975, 1977, 2005 А, 2013 |
| Аудакс Італьяно      | 4       | 1936, 1946, 1948, 1957 |
| Евертон              | 4       | 1950, 1952, 1976, 2008 А |
| Магальянес           | 4       | 1933, 1934, 1935, 1938 |
| Сантьяго Вондерерз   | 3       | 1958, 1968, 2001 |
| Уачипато             | 3       | 1974, 2012 К, 2023 |
| Палестіно            | 2       | 1955, 1978 |
| Грін Крос            | 1       | 1945 |
| Сантьяго Морнінг     | 1       | 1942 |
| Уніон Сан-Феліпе     | 1       | 1971 |
| О'Хіггінс            | 1       | 2014 А |
| Кобресаль            | 1       | 2015 К |